# Barbarea
Genre
Classification phylogénétique
Barbarea (les Barbarées) est un genre de plantes à fleurs de la famille des Brassicaceae.
C'est notamment le genre de la Barbarée commune ou Herbe de Sainte-Barbe (Barbarea vulgaris).

## Liste d'espèces
- Barbarea bracteosa Guss.
- Barbarea intermedia Boreau
- Barbarea orthoceras Ledeb.
- Barbarea stricta (en) W.T.Aiton
- Barbarea verna (Mill.) Asch. - cresson de terre
- Barbarea vulgaris W.T.Aiton - barbarée commune

## Utilisation comme plante hôte
Les chenilles de plusieurs papillons de jour (rhopalocères) se nourrissent de barbarées, notamment Euchloe crameri, Euchloe ausonia et Pontia edusa[réf. souhaitée].